# Woodburn (Iowa)
Pour les articles homonymes, voir Woodburn.
Woodburn est une ville du comté de Clarke, en Iowa, aux États-Unis. Elle est incorporée le 12 février 1878.

## Source de la traduction
- (en) Cet article est partiellement ou en totalité issu de l’article de Wikipédia en anglais intitulé « Woodburn, Iowa » (voir la liste des auteurs).